# Anders Wikström
Anders Johan Wikström (Gävle, 14 dicembre 1981) è un ex calciatore svedese, di ruolo difensore.

## Carriera
Wikström è cresciuto nella divisione calcistica della polisportiva Brynäs IF.
Nel 2004 ha esordito nella prima squadra del Gefle, nell'anno in cui i biancazzurri hanno conquistato un ritorno in Allsvenskan che mancava da 21 anni. Wikström però è stato impiegato con continuità da titolare solo a partire dall'Allsvenskan 2007.
Viene acquistato dall'Elfsborg prima dell'inizio della stagione 2009, con un contratto di quattro anni. Nel 2011 l'Elfsborg ha concordato con l'IFK Norrköping il prestito del giocatore per l'intera stagione. Nella stagione 2012 ha invece militato nel Mjällby, prima in prestito e poi a titolo definitivo.
L'ultima parentesi della sua carriera è stata al suo primo club professionistico, il Gefle, con il quale ha giocato dal 2013 al 2015. Nel corso dell'ultima stagione tuttavia non è stato mai schierato ad eccezione dell'ultima giornata dell'Allsvenskan 2015, quando è subentrato all'86' minuto del match interno vinto 2-1 contro l'Åtvidaberg. Solo due giorni prima aveva annunciato il ritiro dall'attività agonistica.